# Lille Métropole rugby
Maillots
Dernière mise à jour : 3 juin 2015.
Le Lille Métropole Rugby est un club français de rugby à XV basé à Villeneuve-d'Ascq près de Lille, fondé en 1996 et dissous en 2016.

## Historique
Cette association est créée le 1er février 1996 par des dirigeants mandatés de l'Iris Club lillois et du Lille Université Club et est déclarée en préfecture le 9 février 1996. Elle proclame sa volonté de créer un club de rugby de haut niveau dans la communauté urbaine de Lille et de promouvoir les valeurs morales et physiques de ce sport en accord avec les valeurs défendues par tous les membres de la communauté urbaine. Elle est rejointe en 2000 par le Rugby Club Villeneuve-d'Ascq. Les trois clubs membres de l'association s’appellent dorénavant l'Iris Lille Métropole rugby, le Lille Métropole rugby - université club, et le Lille Métropole RC villeneuvois.
À l'automne 2004, Jean-Claude Branquart réussit à convaincre les décideurs politiques de soutenir le projet d'un grand club de rugby dans le Nord.
En 2005, le club est finaliste du championnat de France de fédérale 3, équipes B battu 15-23 l'US Orthez mais monte en Fédérale 2.
Ces clubs mutualisent leurs forces afin d'accéder au plus haut niveau national. Les couleurs du Lille Métropole rugby sont le rouge et le blanc. Le LMR fait partie du comité des Flandres et évolue en 2008-2009 en Fédérale 1 (poule 1). S’appuyant sportivement sur le Lille Métropole rugby - université club, le club est promu en Fédérale 1 en avril 2008 en terminant en tête de sa poule. À l'issue de la saison 2008-2009, le club se maintient en Fédérale 1 en terminant 5e de sa poule.
À l'issue de la saison 2009-2010, le club termine 6e de sa poule, obtenant sportivement son maintien en Fédérale 1, mais est rétrogradé administrativement en Fédérale 2 par la Fédération française de rugby pour des raisons financières (un déficit de 20 000 euros). Le juge des référés du tribunal administratif de Lille suspend cette rétrogradation. Ceci permet au club de disputer le Championnat de Fédérale 1 2010-2011, dans la poule Sud-Ouest. Cette suspension est confirmée par le Conseil d'État le 17 septembre 2010.
Le LMR souhaite évoluer en Pro D2 dès la saison 2013-2014. Mais, après avoir échoué de peu en demi-finale lors de la saison 2011-2012 contre le Rugby Club Massy Essonne, il chute à nouveau en demi-finale à l'issue de la saison 2012-2013 contre l'US bressane futur champion de France de 1re division fédérale. En 2012, le club s'installe au Stadium Lille Métropole et accueille un public d'environ 4 000 personnes régulièrement.
Lors de la saison 2013-2014, le LMR échoue encore en Demi-finale contre l'US Montauban, futur champion de France de 1re division fédérale.
Durant l'été 2014, Jean-Claude Branquart cède son fauteuil de président à Jean-Paul Luciani.
Pour la saison 2014-2015, le LMR perd son manager Pierre Chadebech et Johnny Leo'o qui arrête sa carrière mais enregistre l'arrivée de Mathieu Maumus, et Manu Ahotaeiloa. Il se qualifie pour la quatrième année consécutive en demi-finale. Lors de la demi-finale aller, les lillois prennent un avantage non négligeable face à Nevers en s'imposant 23-10 au Stadium Nord; et malgré une défaite en demi-finale retour 24-13 à Nevers, le LMR obtient son billet pour la Pro D2 le 31 mai 2015, et ce pour la première fois de son histoire. Toutefois, le club regrette que la finale se dispute un dimanche à Bourg-en-Bresse à 19h30, soit à environ 600 kilomètres de Villeneuve-d'Ascq contre 350 kilomètres pour les Aixois ; le LMR ne peut pas compter sur un grand nombre de ses supporters et s'incline 12 à 6.
Le club de Lille a validé sa montée en Pro D2 lors de la saison 2014-2015. Mais la DNACG, l'organe de contrôle financier du rugby professionnel, ne la valide pas en raison de problèmes financiers (1 000 000 €). 2015/2016 n'est donc pas, pour le Lille Métropole Rugby, la première saison professionnelle de son histoire. Le club fait appel de cette décision. En parallèle, il parvient à récolter plus de 100 000 € grâce au financement participatif. Cette somme étant destinée à combler les lacunes détectées par la DNACG.
Le mardi 4 août 2015, le CNOSF donne son avis concernant la montée du club. 
Le 10 août, le CNOSF rend un avis défavorable concernant la montée du club qui décide de saisir le Tribunal administratif de Versailles. Les dirigeants lillois sont convoqués le 19 août à Versailles.
Après un ultime recours dans le Tribunal administratif de Versailles, le club de la ville de Lille n'a pas été autorisé à évoluer en Pro D2. L'US Dax est donc repêché pour la saison 2015-2016. À ce moment, le cas lillois ressemble à celui du Luzenac AP, club de football dont la montée en Ligue 2 avait été refusée en 2014. Cette décision surprend dans un premier temps le monde du sport et quelques politiques comme Damien Castelain. 

Ultérieurement, de nombreux communiqués du club, de ses partenaires financiers ou même des joueurs soulèvent le doute sur la solidité du club et la responsabilité de son staff concernant l'ensemble de la campagne pro pro-D2 menée par le LMR durant l'été 2015. 
La presse publie en août 2015 des extraits laissant sous-entendre une éventuelle dissimulation plus ou moins volontaire de certains aspects financiers du club par ses dirigeants actuels et passés. Le club s'enfonce alors dans une double crise de confiance et partenariale. Pour les supporters, le sort semble s'acharner. À la suite de l'abandon du LMR par les deux actionnaires majoritaires, le 21 décembre 2015, Jonathan Stauber docteur en médecine est élu président de la sas, il est à la tête d'un pool d'investisseurs de la région avec une augmentation du capital à hauteur de 400 000 € minimum. Stauber et son équipe travaillent à un plan de sauvetage tout en voyant les finales d'accession à la pro-D2 s'éloigner pour la saison 2015/2016 en raison du passif financier du club. Le club annonce peu avant Noël qu'il sera à nouveau convoqué devant la DNACG . Dans le même temps, le club se voit également notifié son interdiction de monter en pro D2 pour la saison 2016-2017 ce qui dorénavant le différencie du cas de Luzenac, club disparu du circuit professionnel.
Le 14 mars 2016, le nouveau président annonce que le club dépose le bilan mais aucun des précédents dirigeants ne veut en prendre la responsabilité. Placé en liquidation judiciaire, l'équipe du LMR ne se déplace pas le dimanche 27 mars pour jouer contre Langon. Le 6 avril 2016, l'association est officiellement liquidée et n'existe plus.

## Personnalités du club

### Joueurs et entraîneurs emblématiques
- Manu Ahotaeiloa (international tongien)
- Guillaume August
- Brent Russell (international afrique du sud)
- Louis Leblon
- Guillaume Potelle
- Yannick Ringot
- Siva Ralago
- Morgan Turinui (international australien)
- Pierre Villepreux  France (conseiller)

### Entraîneurs successifs
- 2009-2012 : Pierre Chadebech (manager)
- 2012-2014 : Pierre Chadebech (manager) et Richard Crespy (avants)
- 2014-Janvier 2015 : Richard Crespy (manager) et Morgan Turinui (arrières)
- Janvier 2015-2016 : Morgan Turinui (manager) et David Bolgashvili (avants)